# Gökhan Inler
Gökhan Inler (turecky Gökhan İnler; * 27. června 1984, Olten, Švýcarsko) je švýcarský fotbalový záložník tureckého původu, který hraje v tureckém klubu İstanbul Başakşehir. Dříve byl kapitánem švýcarské fotbalové reprezentace. V kategorii U21 reprezentoval Švýcarsko i Turecko.
Účastník Mistrovství světa 2010 v Jihoafrické republice a Mistrovství světa 2014 v Brazílii.

## Klubová kariéra
Inler hrál ve Švýcarsku postupně za FC Basilej B, FC Aarau a FC Zürich (s Zürichem vyhrál dvakrát ligový titul). V roce 2007 odešel do Itálie, kde působil v mužstvech Udinese Calcio a SSC Neapol. 

S Neapolí získal dvakrát italský pohár (Coppa Italia) – v sezónách 2011/12 a 2013/14. 22. prosince 2014 získal s Neapolí italský Superpohár po výhře v penaltovém rozstřelu nad Juventusem, hrálo se v katarském Dauhá. Inler svou penaltu proměnil.
V srpnu 2015 přestoupil do anglického prvoligového klubu Leicester City, který byl považován za adepta na sestup.
V sezóně 2015/16 získal s Leicesterem City premiérový titul klubu v anglické nejvyšší lize, i když na jaře téměř nehrál.
Koncem srpna 2016 přestoupil do tureckého klubu Beşiktaş z Istanbulu.
V roce 2017 započal angažmá v jiném tureckém celku İstanbul Başakşehir.

## Reprezentační kariéra

### Turecko
Za tureckou jedenadvacítku odehrál jeden přátelský zápas 19. 5. 2006 proti Skotsku (remíza 1:1).

### Švýcarsko
Gökhan Inler reprezentoval i Švýcarsko v mládežnické kategorii U21.
Svůj debut za A-mužstvo Švýcarska absolvoval 2. 9. 2006 proti reprezentaci Venezuely (výhra 1:0).
Zúčastnil se Mistrovství světa 2010 v Jihoafrické republice, kde Švýcaři nepostoupili ze základní skupiny.
Německý trenér Švýcarska Ottmar Hitzfeld jej nominoval na Mistrovství světa 2014 v Brazílii, kde byl kapitánem týmu. Švýcaři se se 6 body kvalifikovali z druhého místa základní skupiny E do osmifinále proti Argentině, které podlehli 0:1 po prodloužení a z turnaje byli vyřazeni.